# Manolo Vieira
Manuel Domingo Vieira Montesdeoca (La Isleta, Las Palmas de Gran Canaria, 18 de mayo de 1949-8 de febrero de 2023), más conocido como Manolo Vieira, fue un humorista y actor español de las Islas Canarias, conocido por su manera de hacer humor a través de relatos y vivencias personales. Fue condecorado con la Medalla de Oro de Canarias en 2002.

## Biografía
Fue descubriendo que lo que había sido una mera afición se convertiría en un trabajo remunerado cuando noche tras noche le pedían subirse al escenario para contar alguna de sus historias. La primera vez que se subió a uno fue el 1 de junio de 1981 para presentar a un artista, Nicolás Caballero, y el público le pidió que contara un chiste. Comenzó a actuar por las islas en galas y eventos.
En 1984 alquiló un local en el que representó sus primeros trabajos, y luego daría el salto a la península donde permaneció trabajando durante 18 meses, con actuaciones en el Florida Park de Madrid. En 1987 volvió a Canarias, adquirió un nuevo local, el "Chiste-ra", en Las Palmas de Gran Canaria, desde donde realizó dos actuaciones diarias hasta 1990. En 1988 tuvo su propio programa en la televisión canaria llamado "Una hora menos".
En 1990, se trasladó con su familia al barrio de Las Ventas en Madrid y realizó actuaciones por toda España, aunque continuó realizando actuaciones esporádicas en "Chiste-ra". En este periodo participó, entre otros, en los programas "No te rías que es peor", "Ven al paralelo","Esto es espectáculo" de TVE. En 1996 fue propuesto al Premio de Canarias de las Artes. Durante 1998 hizo sus primeras incursiones en el mercado latino de Norteamérica actuando en directo y en varias televisiones en Miami. Durante 1999 colaboró en el programa de radio "Protagonistas" de Luis del Olmo en Onda Cero. 
En 2002 fue condecorado con la Medalla de Oro de Canarias y fue en ese mismo año cuando abrió un nuevo frente en su carrera y realizó un programa de televisión para la Televisión Autonómica Canaria "Esta Noche Pago Yo" consiguiendo excelentes cuotas de pantalla en Canarias. En abril de 2010 fue galardonado con el Can de Plata en Artes por el Cabildo de Gran Canaria. Desde 2003 ha protagonizado un programa especial de fin de año en la misma cadena que ha liderado las cuotas de audiencia en Canarias.
Grabó un disco de boleros en 2004 "Autores y Amores", si bien el humorista llegó a confesar que no lo volvería a hacer.
Además de sus actuaciones en el Chiste-ra y galas por todo el archipiélago, tomó parte como protagonista en la serie La Revoltosa producida por la televisión canaria.
En 2022 anunció que se retiraría del escenario, sin embargo, continuó con algunos espectáculos hasta su fallecimiento. Falleció en Las Palmas de Gran Canaria el 8 de febrero de 2023, tras un periodo de enfermedad.

## Honores y distinciones
- (2002) Medalla de Oro de Canarias[11]
- (2010) Can de plata de las artes, por el Cabildo Insular de Gran Canaria
- (2023) Hijo predilecto de la isla de Gran Canaria[12]

## Estilo
Se caracteriza por utilizar en sus actuaciones el habla canaria, lo que hace que el espectador viva el "cuento" (como él los llamaba) en primera persona.
Su inspiración residía en su familia, amigos y vecinos del barrio de La Isleta, en Las Palmas de Gran Canaria. Declaró que su Medalla de Oro de Canarias se le ha otorgado por hacer reír a la gente y promocionar su barrio.

## Discografía
| Disco                                     | Formato            |
| ----------------------------------------- | ------------------ |
| El ambulatorio y otras cosas              | LP y Casete        |
| En imágenes                               | LP y Casete        |
| Bienvenido                                | LP y Cassette      |
| ¡¡ Relájate primo !!                      | CD y Casete        |
| Todos sus éxitos                          | Doble CD           |
| Cosas nuestras y otras cosas              | CD y Casete        |
| ... Se escribe con B chica                | CD y Casete        |
| ... Y al que lo quiera coger, que lo coja | CD y Casete        |
| Risas                                     | CD y Cassette. DVD |
| Hoy no es lunes...                        | CD y DVD           |
| Hola, ¿qui tal?                           | CD y DVD           |
| Untitled & Unplugged                      | CD y DVD           |
| La vida es bella, ¿O no?                  | CD y DVD           |
| Positivando                               | DVD                |
| Así empezamos                             | DVD                |